# Carmina Brenner
Carmina Brenner (* 8. Januar 1957 in Horb am Neckar) ist eine ehemalige Präsidentin des Statistischen Landesamtes Baden-Württemberg. Sie ist Mitglied der CDU.

## Leben
Nach der Schulzeit in Horb studierte Carmina Brenner in Tübingen und in deren Partnerstadt Ann Arbor Betriebswirtschaft, Volkswirtschaft und Germanistik. Nach dem Staatsexamen, der Diplomprüfung und der Promotion zum Dr. rer. pol. an der Eberhard-Karls-Universität Tübingen folgte 1986 ein Forschungsaufenthalt an der Harvard University in Cambridge. Bis 1988 lehrte sie an der damaligen Fachhochschule für Technik und Wirtschaft in Reutlingen und war dann bis 1996 Referentin für Europapolitik im Wirtschaftsministerium Baden-Württemberg. 
Seit 1989 ist sie Gemeinderätin in Horb und von 1994 bis 2008 war sie auch Kreisrätin für den Landkreis Freudenstadt. Dem Landtag von Baden-Württemberg gehörte sie vom 17. April 1996 bis zu ihrer Mandatsniederlegung am 16. September 2007 an. Für sie rückte Norbert Beck in den Landtag nach. Ab 17. Oktober 2007 leitete sie das Statistische Landesamt Baden-Württemberg und war damit Nachfolgerin von Gisela Meister-Scheufelen. Zum 1. Oktober 2020 ging sie aus gesundheitlichen Gründen in den vorzeitigen Ruhestand. Zu ihrer Nachfolgerin wurde Anke Rigbers bestellt.

## Werke
Carmina Brenner: Die Berücksichtigung von Unsicherheiten in ausgewählten Bereichen der strategischen Planung, Tübingen 1993 (Diss.).